# Gatka (województwo pomorskie)
Gatka (kaszb. Gatczi) – wieś w Polsce położona w województwie pomorskim, w powiecie bytowskim, w gminie Miastko.
W latach 1975–1998 miejscowość administracyjnie należała do województwa słupskiego.